# 笠原靖
笠原 靖（かさはら やすし、1938年 - ）は、日本の絵本作家、イラストレーター、小説家。男性。福井県ふるさと大使。

## 概要
福井県小浜市出身。明治大学法学部卒業。福井放送アナウンサー、学習研究社を経て、イラストレーターとして独立。空手(日本空手協会所属 5段)。
1990年『夏の終り』で、第7回織田作之助賞受賞。雑誌に作品を多数発表。「中学生の時には犬の言語ノートを作っていましたね。」という程の動物好きで、犬を題材とした作品を多く執筆していた。元警視庁捜査第一課長とその愛犬・フーバーの名コンビが、様々な事件を解決していく動物推理小説『名犬フーバーの事件簿』は、2008年水曜ミステリー9にて、里見浩太朗主演でテレビドラマ化された。また、動物推理小説『名犬フーバー』シリーズは2014年7月現在、第9弾まで発表されている。

## 著書

### 小説
- 『ウルフ街道』関西書院 1992.4、光文社 1998.4(光文社文庫)

第七回織田作之助賞受賞作「夏の終り」を併録。
- 『不屈の犬』講談社 1993.6、光文社 2001.12(光文社文庫)
- 『おれ、パグのゴエモン(学研の新・創作シリーズ)』(画：関屋敏隆)学研マーケティング 1994.6
- 『影のドーベルマン』講談社 1994.11、光文社 1999.4(光文社文庫)
- 『ゴエモンが行く!』光文社 1999.8
- 『さんにん400キロ冒険の旅(学研の新・創作シリーズ)』(画：依光隆)学研マーケティング 2000.3
- 『名犬フーバーシリーズ』2004.8～
  - 『名犬フーバーの事件簿』光文社 2004.8(光文社文庫)
  - 『封印された鍵－名犬フーバーの事件簿②』光文社 2005.8(光文社文庫)
  - 『名犬フーバーの新幹線、危機一髪』光文社 2006.8(光文社文庫)
  - 『名犬フーバーと女刑事山猫(ワイルド・キャット)』光文社 2007.8(光文社文庫)
  - 『名犬フーバーと美らの拳』光文社 2008.9(光文社文庫)
  - 『名犬フーバーの災難』光文社 2009.9(光文社文庫)
  - 『名犬フーバー 歪んだ銃口』光文社 2010.9(光文社文庫)
  - 『名犬フーバー 刑事のプライド』光文社 2011.9(光文社文庫)
  - 『名犬フーバー 雨の日に来た猫』光文社 2012.9(光文社文庫)
- 『北の叫び』光文社 2006.2(光文社文庫)
- 『ゴエモンが行く!生命と向きあって』光文社 2008.2(光文社文庫)

### 絵本
- 『与作－いつもそばにいるからね』光文社 2000.5

## 参考
- テレビドラマデータベース - 名犬フーバー危機一髪 長源寺大志の事件簿 京都鞍馬迷宮殺人！完全犯罪トリック暴く天才犬と元刑事！涙に秘めた母の真実は!?（名犬フーバーの事件簿 グレートピレニーズ犬と元捜査一課長の迷コンビが連続殺人の謎に挑む）
- ザ・ストーリーゲート - インタビュー『人生、快走中』
- ふくいブランド - 福井ふるさと大使